# Friends with Money
Friends with Money è un film del 2006 scritto e diretto da Nicole Holofcener. Ha inaugurato il 2006 Sundance Film Festival il 19 gennaio 2006 ed è stato distribuito nel Nord America, in edizione limitata, il 7 aprile 2006.

## Trama
Olivia, Franny, Christine e Jane sono quattro amiche sulla quarantina. Olivia è la sola delle quattro a non essere sposata e ad avere difficoltà economiche, tanto che si guadagna da vivere lavorando come donna di servizio, Franny è una casalinga con grandi disponibilità finanziarie, Christine una sceneggiatrice televisiva di successo e Jane una disegnatrice di moda.
Olivia ha difficoltà ad instaurare legami sentimentali stabili e a trovare un lavoro che non sia precario; inoltre la disparità fra la sua condizione finanziaria e quella delle amiche, tutte e tre facoltose, crea, talvolta (soprattutto a loro), qualche imbarazzo. Anche Franny, Christine e Jane, pur non avendo problemi economici, devono affrontare problemi esistenziali piuttosto seri: il matrimonio di Christine, infatti, sta naufragando perché lei e il marito non riescono più a comunicare in modo efficace e Jane è sempre più acida e sgradevole per l'avvicinarsi della menopausa e per l'ambiguità sessuale del marito.

## Produzione
Il film è stato prodotto dalla This Is That Productions. Gli effetti visivi sono stati creati dalla Buzz Image Group con il supporto della Hatch Production. La colonna sonora è a opera della Rykodisc; la Falco Ink. si è invece occupata della pubblicità, mentre le attrezzature per l'illuminazione sono della Leonetti Sight & Sound. La Alex Gourmet Catering ha organizzato il catering e la Pacific Title ha ideato il titolo. Le scene sono state girate dal 3 gennaio 2005 principalmente a Los Angeles e a Santa Monica (nello stato della California), ma anche a New York. Il budget ammonta a circa $ 6.500.000.

## Distribuzione
La pellicola è stata distribuita negli Stati Uniti il 21 aprile 2006 (in versione estesa, non limitata) dalla Sony Pictures Classics; nel Regno Unito il 26 maggio; in Italia l'8 settembre e in Argentina il 12 ottobre dalla Columbia TriStar Films de Argentina con il nome Amigos con dinero. In Finlandia è stata distribuita il 2 giugno dalla FS Film Oy come Rakkaat rikkaat ystävät e in Canada il 7 aprile dalla Mongrel Media.

### Divieto
Il film è stato vietato ai minori di 11 anni in Finlandia; ai minori di 12 in Portogallo; 13 in Argentina e Sudafrica; 14 in Brasile e Canada; 15 nel Regno Unito, Corea del Sud e Irlanda. Negli Stati Uniti è stato invece valutato R (restricted) dalla Motion Picture Association of America, ovvero vietato ai minori di 17 anni non accompagnati dai genitori, mentre a Singapore è stato vietato ai minori di 18 anni.

## Accoglienza
La pellicola in patria nel primo week-end di apertura guadagna $ 589.332. In tutto negli States incassa $ 13.367.101 e £ 288.260 nel Regno Unito. Su IMDb ottiene un punteggio di 5.9/10, mentre su MYmovies 2.26/5.

## Riconoscimenti
- 2006 - Alliance of Women Film Journalists[12]
  - Nomination Miglior Commedia di o sulle donne per Nicole Holofcener
- 2007 - Independent Spirit Awards
  - Miglior attrice non protagonista per Frances McDormand
  - Nomination Miglior sceneggiatura per Nicole Holofcener